# Garganta de Torinas
Garganta de Torinas är ett vattendrag i Spanien.   Det ligger i provinsen Toledo och regionen Kastilien-La Mancha, i den centrala delen av landet, 100 km väster om huvudstaden Madrid.